# 権現堂堤
座標: 北緯36度05分25.50秒 東経139度43分32.00秒 / 北緯36.0904167度 東経139.7255556度
権現堂堤（ごんげんどうつつみ）は、埼玉県幸手市内国府間にある、埼玉県内はもとより関東地方でも有数の桜の名所。そのことから、権現堂桜堤とも呼ばれる。周辺に整備された県営公園については権現堂公園を参照。

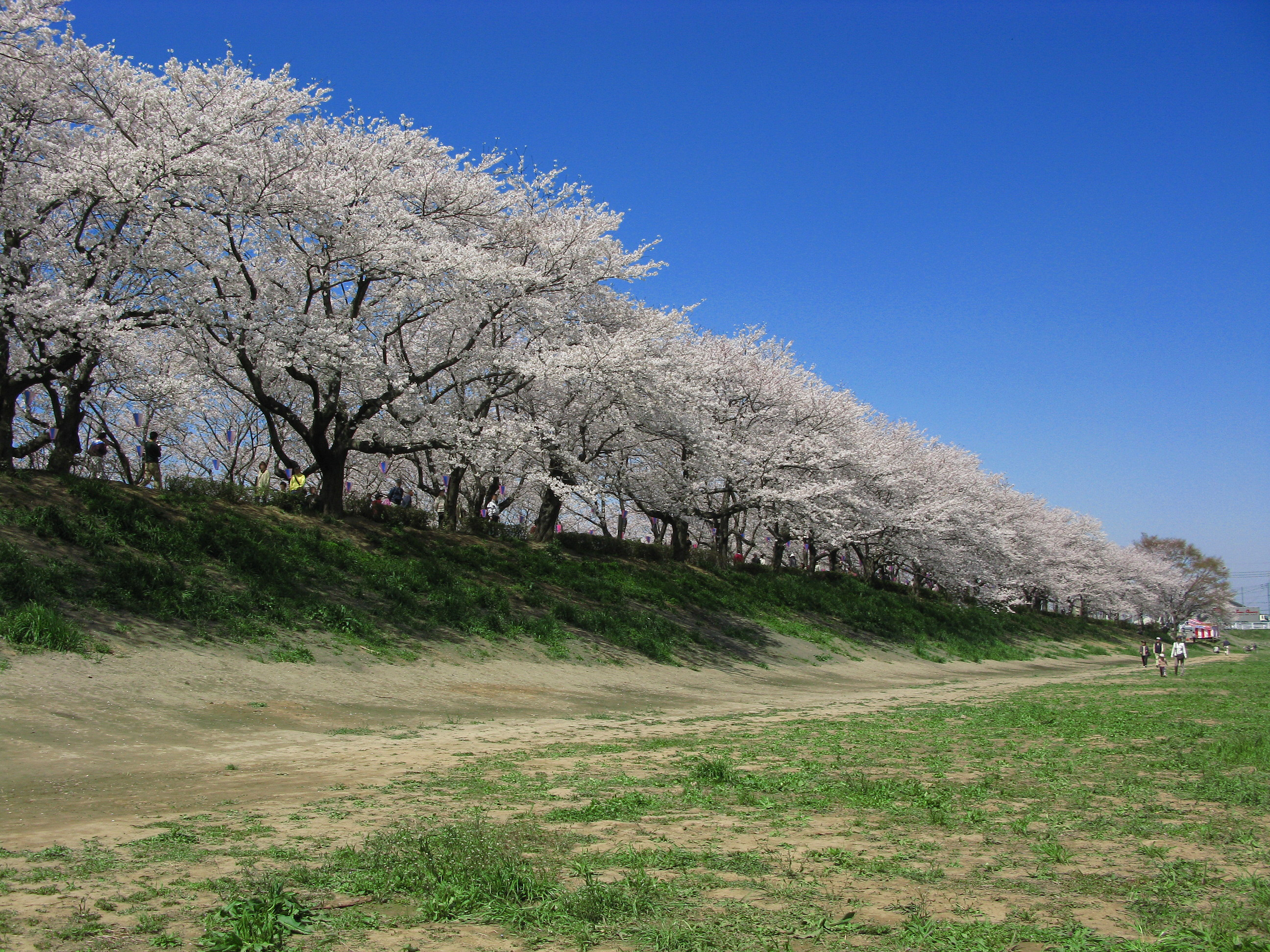
権現堂堤（堤下より）

## 概要

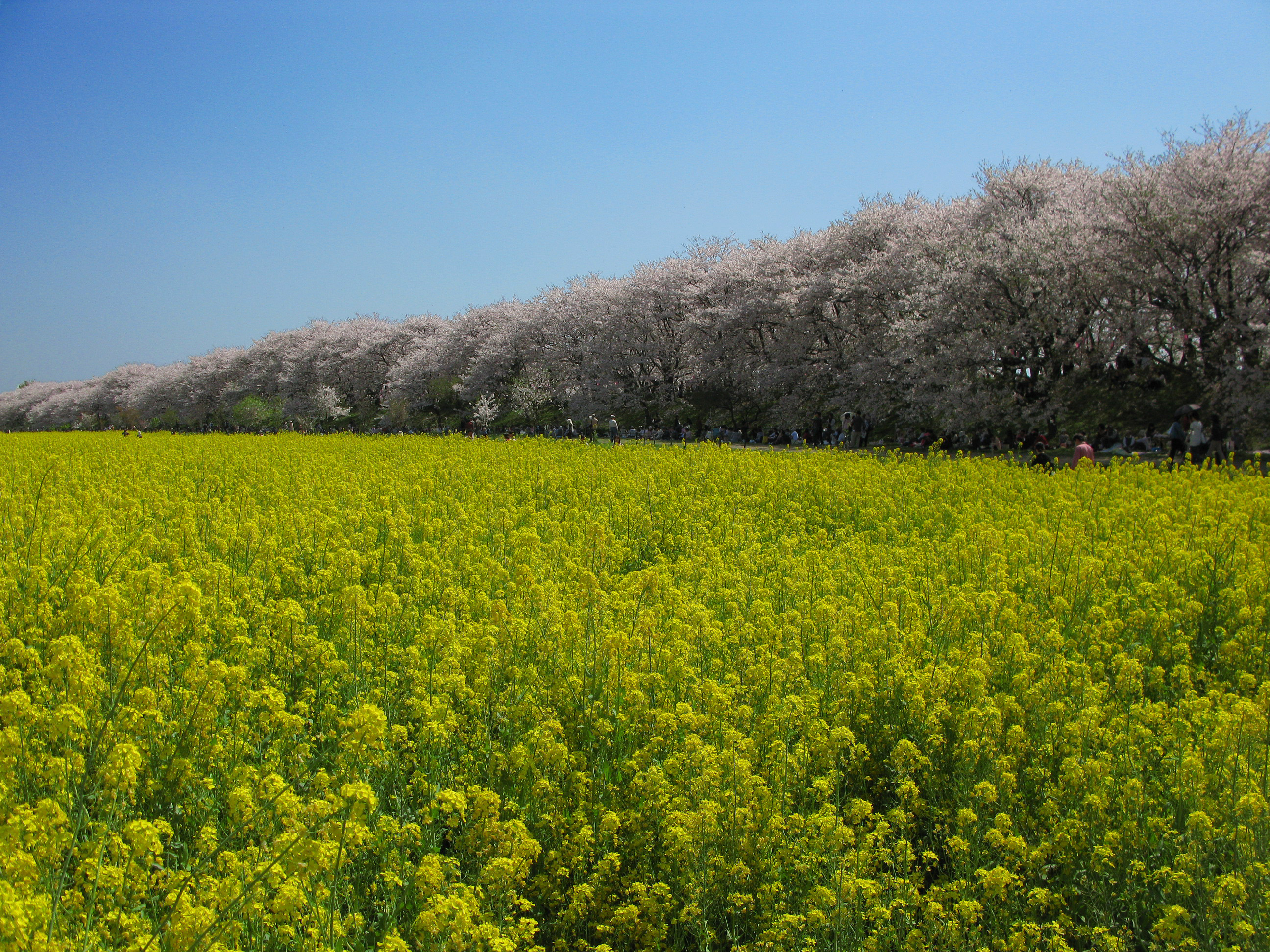
権現堂堤とアブラナ

中川の堤防上約1 kmにわたって、約1000本の桜並木が続く。桜はソメイヨシノで、4月上旬が見ごろであるが、近年は開花時期が早まっている。桜の開花と同時期に堤下に広がるアブラナも咲くため、ピンクと黄色のコントラストが美しい。堤下には他にも全国から集められた様々な種類の桜が植樹されている。桜祭りの期間中は、中川に架かる外野橋は夜間ライトアップされ、夜桜見物の人の目を惹く。また、100種約15,000株のアジサイや、約100万本の曼珠沙華（ヒガンバナ）が堤に植えられている。冬場は堤の一部に水仙が植えられ、夏場は菜の花の場所にひまわりも咲く。
社団法人日本観光協会が主催する平成19年度の「花の観光地づくり大賞」において「フラワーツーリズム賞」を受賞した。また、権現堂堤の桜は2000年（平成12年）5月5日には、埼玉新聞社の「21世紀に残したい・埼玉ふるさと自慢100選」に選出された。

## 歴史
江戸時代天正年間（？）に利根川の支流（現在は分流）である権現堂川の堤防として築かれたものと言われ、度々決壊したことから「八合土手」とも呼ばれていた。かつては6 kmにわたり約3000本の桜があり、大正時代から桜の名所として賑わっていた。また、1876年（明治9年）に明治天皇が東北巡幸の際に立寄ったことから、行幸堤（みゆきづつみ）とも呼ばれるようになった。明治期に入り「八合土手」の堤内側に新たに堤防が築造され、1875年（明治8年）に竣工されたのが現在の行幸堤である。なお、現在の日光街道（現国道4号）の栗橋交差点（国道125号との交差点）付近から中川に架かる行幸橋にかけての道路用地となっている築堤は、かつての行幸堤の名残で一部の地図にはその旨が書かれている事がある。
1920年（大正9年）に桜を植え替える運動は既に始まっていたが、利根川や江戸川の流路変更に伴い、権現堂川は明治時代の終わりに締め切られ、1933年（昭和8年）に廃川となる。そのため、堤防は荒れ果て、堤防の桜は終戦前後の混乱や燃料にするために、その多くが伐採されてしまった。
1949年（昭和24年）、旧権現堂川堤防のうち中川の堤防として残った部分へ改めてソメイヨシノを植樹したものが現在の権現堂堤である。なお、1988年（昭和63年）には周辺の休耕田にアブラナが、1996年（平成8年）には堤の一部にアジサイが植えられた。また2000年（平成12年）には、堤の東半分にヒガンバナ（曼珠沙華）が、2003年（平成15年）には堤の一部にスイセンが植えられた。
2008年（平成20年）、権現堂調節池（行幸湖）と合わせ、埼玉県営権現堂公園として整備された。
2010年（平成22年）、権現堂川用水新圦、巡礼樋管とその取付堤防が土木学会選奨土木遺産に選ばれる。
特定⾮営利活動法⼈ 幸⼿権現堂桜堤保存会／幸⼿市の取り組み「遺そう我々の郷土を！伝えよう100年後の子ども達へ！」で平成25年度手づくり郷土賞受賞。

## イベント

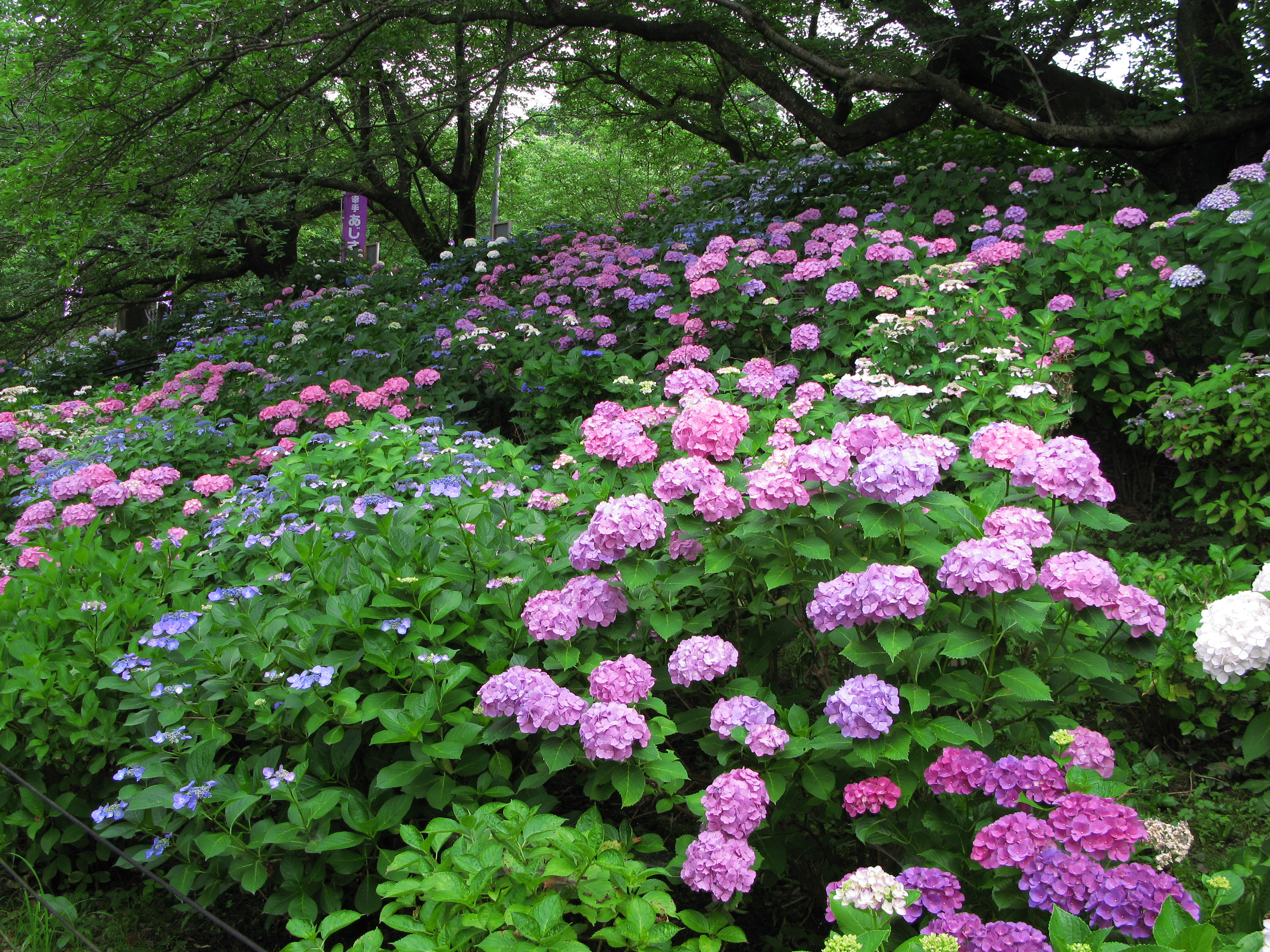
権現堂堤の紫陽花

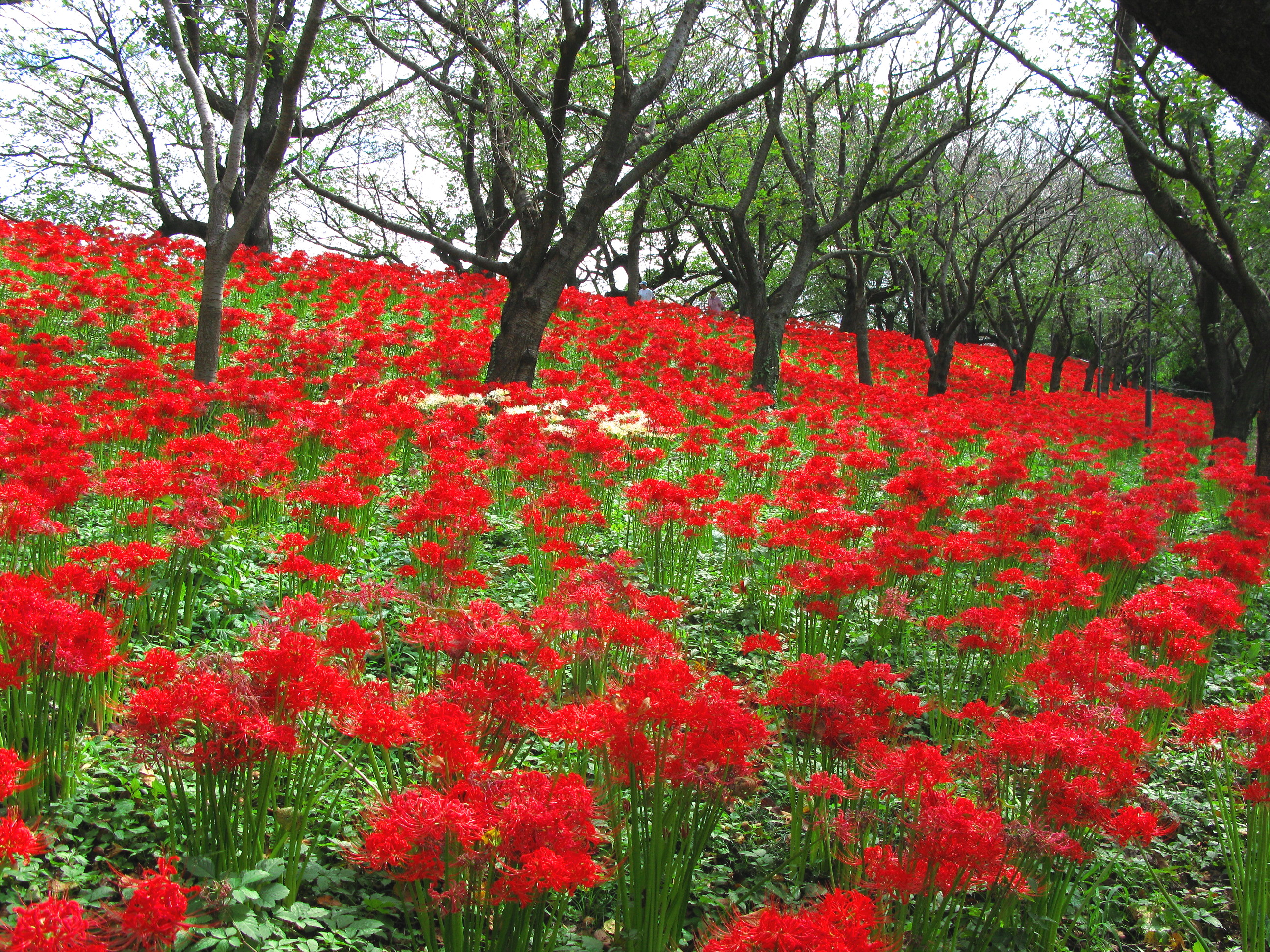
権現堂堤の曼珠沙華

### 幸手さくらまつり
- 主催：幸手市観光協会[10]
- 開催時期：3月下旬から4月上旬頃。桜の開花状況に応じた約2週間

花見客で賑わっており、夜桜を楽しむ花見客も多いようである。

### 幸手あじさいまつり
- 主催：NPO法人幸手権現堂桜堤保存会[11]
- 開催時期：5月末〜7月初めの約1ヶ月間

### 曼珠沙華祭り
- 主催：権現堂公園管理事務所、NPO法人幸手権現堂桜堤保存会[12]
- 開催時期：9月中旬から10月上旬頃の約1ヶ月間

### 水仙まつり
- 主催：権現堂公園管理事務所、NPO法人幸手権現堂桜堤保存会[13]
- 開催時期：1月上旬から2月上旬頃の約1ヶ月間

## ロケが行われた映画・アニメ等
- 『Dolls』（北野武監督）

佐和子（菅野美穂）と松本（西島秀俊）が桜並木を歩く場面
- 『さくらん』（蜷川実花監督）
- 『らき☆すた』[注釈 3]

オープニングおよび第10話や第15話など
- 『MOTHER』（SEAMO）

プロモーションビデオでSEAMO本人がベンチに座り歌う場面
- 日本マクドナルド 全国[注釈 4]放映TVCM『てりたま「桜の精」篇 15秒』[14][15]

## アクセス
東武日光線幸手駅より朝日バス「五霞町役場」行「権現堂」にて下車、徒歩1分。（2025年2月1日以降は、「権現堂入口」下車、徒歩約5分）
開花シーズンには臨時直行バスが運行される。

## 風景

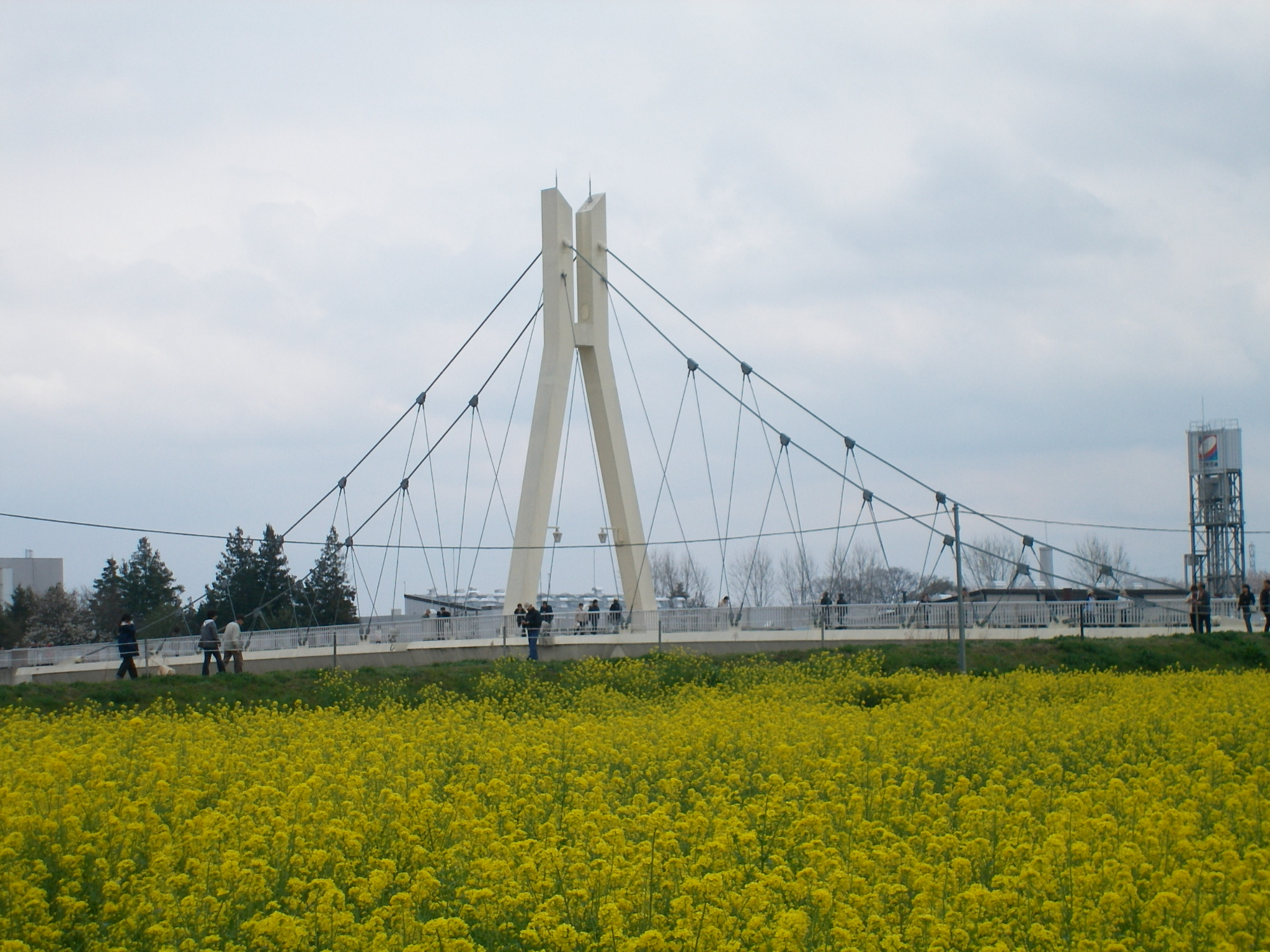
中川に架かる外野橋